# Енвер Ходжа

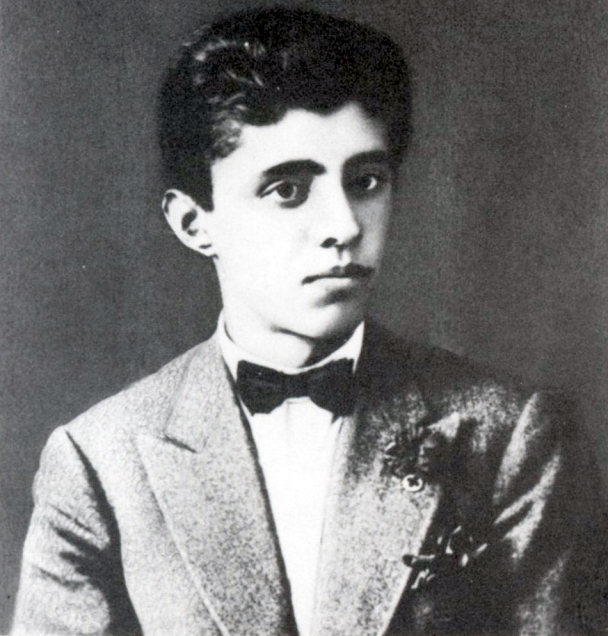
Енвер Ходжа у 18 років

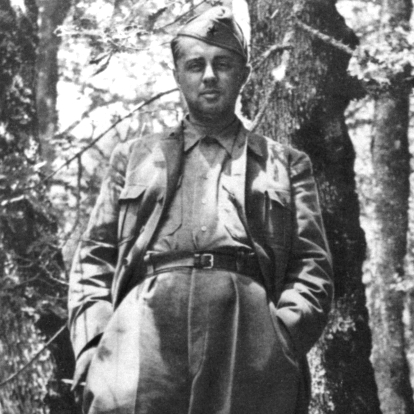
Керівник албанських партизанів Енвер Ходжа у 1944 році

Енве́р Хо́джа (алб. Enver Hoxha; 16 жовтня 1908 — 11 квітня 1985) — албанський політичний діяч, фактичний керівник Народної Соціалістичної Республіки Албанії протягом 1944—1985 років. Народний герой Албанії.
Обіймав посади Першого секретаря ЦК Албанської партії праці (1941—1985), Голови Ради міністрів (1946—1954), міністрів закордонних справ (1946—1953) і оборони Албанії (1944—1953), також бувши верховним головнокомандувачем збройними силами Албанії (1944—1985).
За понад сорок років його правління були досягнуті успіхи в розвитку албанської економіки, освіти і охорони здоров'я. Бувши послідовним сталіністом, Ходжа застосовував жорсткі методи у внутрішній політиці, спрямовані на придушення політичної опозиції і знищення передбачуваних нелояльних елементів серед членів правлячої партії. Діяла таємна поліція Сігурімі.
У зовнішній політиці спочатку орієнтувався на Югославію і СРСР, вставши на позицію останнього в радянсько-югославському конфлікті. Після початку десталінізації в СРСР, Албанія розірвала з ним стосунки і стала розвивати тісне співробітництво з маоїстським Китаєм. Але прихід до влади реформістів в Китаї призвів до розриву відносин і з цією країною, в результаті чого виникла ідеологія Ходжаїзму, прийнята також деякими організаціями, які вважають політику СРСР і Китаю «ревізіоністською» і такою, що не відповідає марксизм-ленінізму.
Творець марксистської течії «сталінізм-Ходжаїзм» (крило «антиревізіонізму»), що характеризується боротьбою з радянським «ревізіонізмом» марксизму-ленінізму.

## Біографія

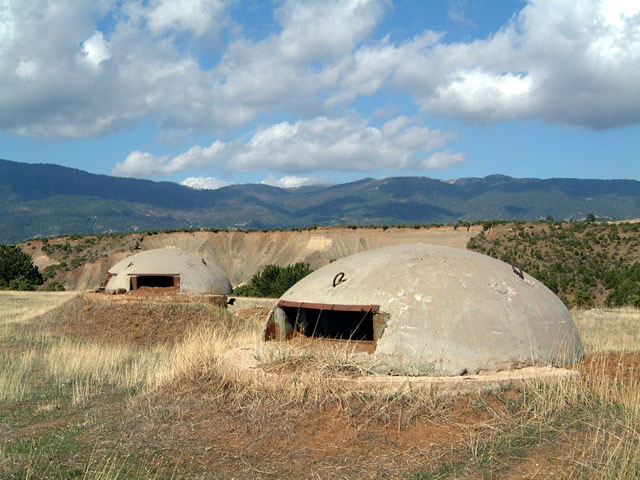
Доти в Албанії. До 1983 року в Албанії було збудовано 173 тисячі бетонних дотів.

Ходжа народився в Ергірі (турецька назва Гірокастри), місті на півдні Албанії. Його батько, торговець тканинами, постійно був у роз'їздах по Європі, тому вихованням займався в основному його дядько, Гісені Ходжа. Гісені Ходжа був прихильником незалежності Албанії (Енверу було чотири роки, коли Албанія здобула незалежність) і борцем проти репресивної політики урядів, які правили країною після здобуття самостійності. Енвер перейнявся ідеями дядька, особливо після того, як у 1928 до влади в країні прийшов король Зогу.
У 1926 р. закінчив школу в Гірокастрі, потім французький ліцей у Корчі (влітку 1930). Разом з ним навчалася Сабіха Касиматі (перша албанка, яка отримала вищу освіту). Захоплювався музикою, писав вірші, організовував диспути і літературні вечори. До 25 років Енвер устиг опанувати французьку і турецьку мови, публікувався в пресі і почав знайомитися з працями Маркса, Енгельса і Леніна.
У 1930 році Ходжа поїхав на навчання в Університет Монпельє (Франція) на державну стипендію, яку дала королева-мати на факультет природничих наук. Він був присутній на засіданнях і конференціях асоціації робітників, організованих Французькою комуністичною партією, але незабаром переїхав до Парижа, сподіваючись отримати ступінь з філософії або права. Не маючи великого інтересу до біології, у Парижі він закінчив курси з філософії в Сорбонні, співпрацював з комуністичною газетою «Юманіте», писав статті про становище в Албанії під псевдонімом Луло Малезорі. Відтак Ходжа вступив до Французької комуністичної партії. Він познайомився з діячами албанської секції Французької компартії, а також із лідерами французьких комуністів Марселем Кашеном, Морісом Торезом, Анрі Барбюсом, Луї Арагоном. Захоплювався діяльністю Сталіна і ВКП(б), вважаючи, що Албанії потрібна саме така партія. Перекладав албанською мовою найважливіші промови Сталіна, постанови більшовицької партії, виступи лідерів Комінтерну.
З 1934 по 1936 рік був секретарем албанського консульства в Брюсселі. Тут він вступив до Бельгійської комуністичної партії. Був звільнений з роботи після того, як консул виявив, що його співробітник зберігає марксистські матеріали та книги. Повернувся до Албанії в 1936 році і став шкільним учителем граматики в Корчі. Окрім рідної албанської, Ходжа вільно володів французькою, знав італійську, грецьку, турецьку, сербську, англійську та російську мови. Ходжа був усунений від викладання у школі після італійського вторгнення у 1939 р. за відмову приєднатися до албанської фашистської партії. Він відкрив тютюновий магазин у Тирані, де незабаром почали збиратися комуністичні гуртки.
У 1938 вперше відвідав Москву, де у квітні зустрівся зі Сталіним та Молотовим. Навчався в інституті марксизму-ленінізму та інституті іноземних мов. Займався перекладом албанською мовою промов Сталіна, Молотова, Вишинського.
Підпільна конференція комуністів Албанії, скликана в Тирані 7 листопада 1941, проголосила створення Компартії Албанії. Її першим секретарем був обраний суперник Ходжі Кочі Дзодзе. Заступником Дзодзе став Енвер. Він же був затверджений як головнокомандувач партизанськими формуваннями.
У 1942 Ходжа одружився з 20-річною Неджміє Рут, дочкою робітника нафтопромислу з міста Кучова. Вона стала однодумцем чоловіка в усіх його починаннях. Пізніше вона буде членом політбюро, секретарем ЦК, головою Демократичного фронту Албанії (так з 1946 став називатися створений в 1943 році Національно-визвольний фронт).
Восени 1942 року Ходжа приїхав у Москву, де зустрівся зі Сталіним, Молотовим, Ждановим, Маленковим, Мікояном і Димитровим. Він запевнив їх у невідворотності розгрому фашистів, у намірі побудувати соціалізм в Албанії на основі вчення Леніна-Сталіна. Наприкінці перебування Ходжі в Москві СРСР виступив із заявою (грудень 1942 року), в якому наголошувалося на потребі відновлення незалежності Албанії й відкидалися територіальні претензії Італії та Греції до цієї країни. Ця заява стала ударом по планах Черчиля, який не виключав можливості розділу після війни Албанії між Італією, Грецією та Югославією.
Після розгрому гітлерівських військ під Сталінградом і Курськом і успішних операцій Албанської народно-визвольної армії (АНВА) стратегічна ініціатива в Албанії повністю перейшла до комуністів. У 1944, коли німецькі війська в Албанії розгромлено, а їх залишки відступили до Югославії, АНВА брала участь у визволенні північно-західної Греції, а також Чорногорії, Македонії та Сербії (Косово). З жовтня 1944 року Енвер Ходжа став прем'єр-міністром і одночасно міністром закордонних справ у знову сформованому уряді. Верховним головнокомандувачем Енвер Ходжа залишався аж до своєї кончини.
На Потсдамській конференції (1945) Сталін застеріг Черчилля від реалізації планів розділу Албанії.